# Yves Jouan
 (juin 2024).
Si vous disposez d'ouvrages ou d'articles de référence ou si vous connaissez des sites web de qualité traitant du thème abordé ici, merci de compléter l'article en donnant les références utiles à sa vérifiabilité et en les liant à la section « Notes et références ».
Yves Jouan est un poète français né le 8 décembre 1951, à Sainte-Adresse (Seine-Maritime). Après une enfance havraise, il a vécu dans l'agglomération de Rouen, puis à La Courneuve, à Paris, à Saint-Brieuc et maintenant en Anjou.

## Biographie

### Vie professionnelle, associative et universitaire
Militant communiste de 1973 à 1993, il a été secrétaire parlementaire de Roland Leroy. Il a par ailleurs été directeur des affaires culturelles de la Ville de Canteleu (près de Rouen), puis de la Ville de La Courneuve, et secrétaire général des Rencontres Chorégraphiques de Bagnolet. À Saint-Brieuc, il a créé pour la Ligue de l'enseignement les "Littératures de l'engagement". Il a dans le même temps développé le dispositif "Lire et Faire Lire" dans les Côtes d'Armor. À Angers, il a contribué à créer, sur la proposition de Marc Zerbib, l'association "2 Peuples - 2 États : Israël - Palestine" pour la reconnaissance des droits nationaux des Israéliens et des Palestiniens, et contre l'importation en France du conflit israélo-palestinien.
Yves Jouan est, depuis 2008, titulaire d'un master de lettres modernes, son mémoire portant sur Ronsard et les guerres de Religion à travers les "Discours des misères de ce temps".

### Parcours d'écrivain
Auteur de plusieurs ouvrages poétiques, de livres d'artistes, de nouvelles et d'une dramatique radiophonique, il a organisé et animé des lectures poétiques dans de nombreuses villes de France ; il lit et a lu ses propres textes en France et à l'étranger ; il anime et a animé de nombreux ateliers d'écriture dans les quartiers, ainsi qu'en milieu carcéral, scolaire, universitaire ou hospitalier.
Ses textes ont été traduits en anglais, russe, japonais, coréen, albanais, grec, kurde, néerlandais, roumain… Il est sociétaire de la Société des gens de lettres et membre de la Société des auteurs et compositeurs dramatiques. Il a contribué à animer la revue de poésie "N47"  (précédemment appelée "N4728" ).

### Poésie, livres courants
- Azadi, Dumerchez.
- Au Point de tous,  éd. Dumerchez.
- Chemin de l'iris,  éd. Dumerchez.
- Juste là,  éd. Dumerchez.
- Jours mêlés, L'Inventaire, avec une traduction russe de Vladimir Karvovski.
- La Plume et la faux, Intensité, avec les poètes Hubert Haddad, Michel Host et Jean Miniac, et le photographe Philippe Bertin (initiateur de l'ouvrage), préface de l'historienne Annette Becker.
- Fenêtre ouverte et ensuite, L'Inventaire, avec cinq poètes français et six poètes albanais.
- Les Ruses d'Ulysse, idem, avec cinq poètes français et six poètes grecs.
- Mines, Les Petits Classiques du Grand Pirate, avec le peintre Michel Mousseau.
- Dieu existe, édition Vincent Rougier.
- Tango, éditions Æncrages & Co, avec le peintre Josep Grau-Garriga.
- Loires, éditions L'Atelier du Grand Tétras, avec des encres de Marianne K.Leroux.
- La phrase de notre vie, éditions L'Atelier du Grand Tétras, avec le poète Jean Miniac.
- Depuis les fleurs, édition Vincent Rougier.
- Le Nom, le fleuve, Loires II, éditions de L'Atelier du Grand Tétras, avec des encres de Marianne K.Leroux.
- Une expérience du regard, Dans l'atelier de Marianne K.Leroux, édition de L'Atelier du Grand Tétras.

### Poésie, livres d'artistes
- À Deux Pas, L'Art et la Paix, avec Pierre Duclou.
- L'Invention de la piste, Maison de Louis Guilloux, Fédération des Œuvres Laïques des Côtes d'Armor, avec Isabelle Grelet et Yolaine Carlier.
- Voie Commune et Et seulement, Imprimerie d'Alsace-Lozère, avec Bernard Gabriel Lafabrie.
- Nuit du vivant, L'Hôte Nomade, avec Bob Pilar-Valère.
- Sommes, Atelier de Villemorge, avec Jacky Essirard.
- Portiques, idem, avec Édouard Baran.
- Entre Temps, La Turmelière, avec Évelyne Sommer.
- À la Veille, Centre d'art de l'Échelle, avec Maria Desmée.
- Bruit aveugle, Aencrages and Co, avec Sido.
- Antigone Piétà, Aencrages and Co, avec Colette Deblé.
- Que voulais-tu, Coco Texèdre éditions, avec Coco Téxèdre, en hommage à Josep Grau-Garriga.
- Et le regard s'attardera, Coco Téxèdre éditions, avec Coco Téxèdre, en hommage à Josep Grau-Garriga.
- Jour Buto, La Carrée de Pierre, avec des photographies de Pierre Auriol.
- Conjugaisons, Imprimerie d'Alsace-Lozère, avec des œuvres plastiques de Philippe Compagnon.

### Dramatique radiophonique
- L'Autre Bout du monde, production France Culture, réalisation Etienne Vallès, diffusion RFI et RFO.

### Nouvelles
- Plusieurs nouvelles parues dans les revues Contre Vox, Lieu d'Etre et Harfang.

### Essais
- Malherbe, son temps, le nôtre,  in Malherbe et Ponge, éditions du Bicentenaire, avec Hubert Haddad, Hughes Labrusse, Jean Miniac et Jude Stéfan.